# Mémorial de l'Amérique latine

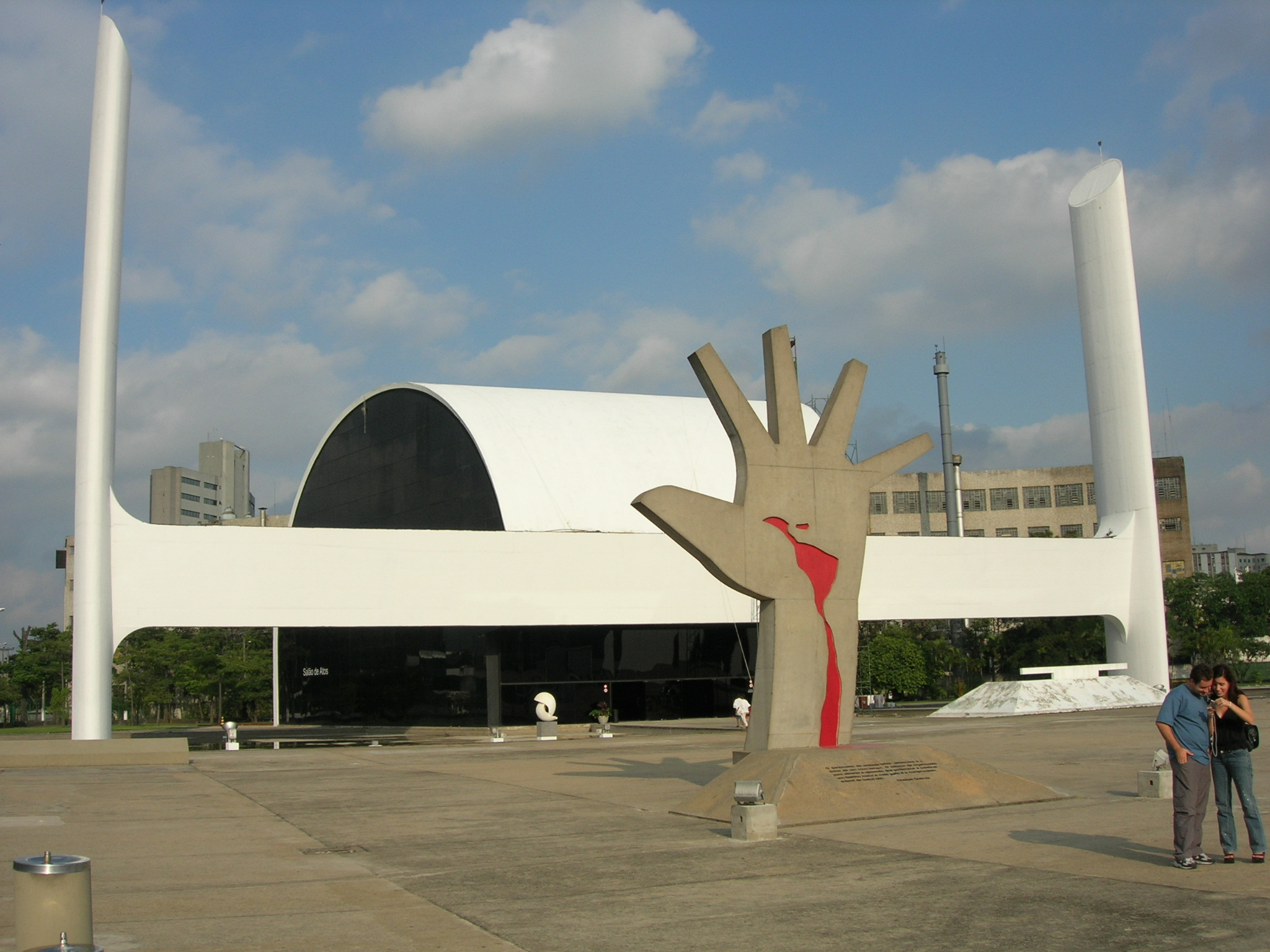
La main et la bibliothèque Victor Civita.

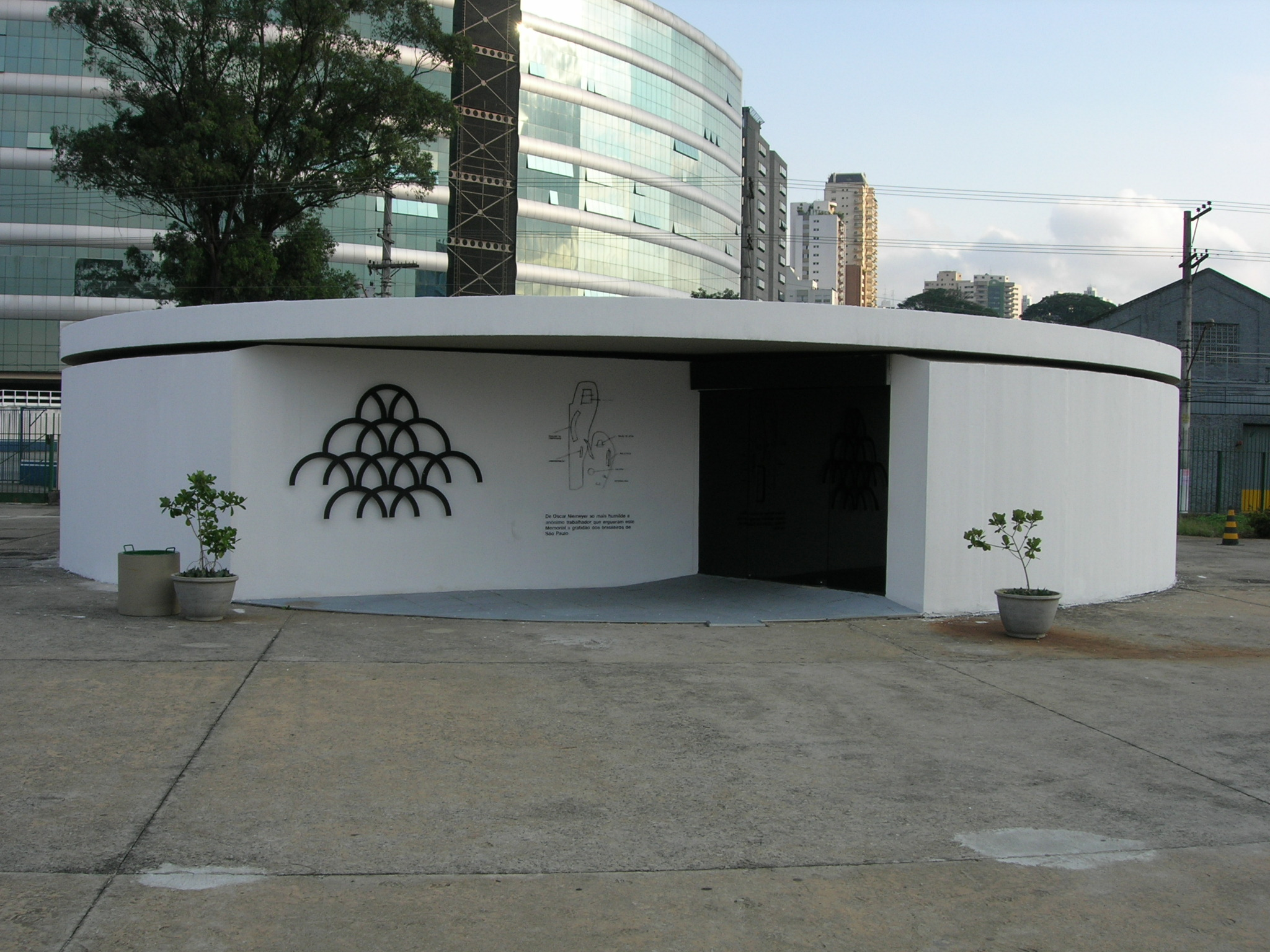
Le queijinho (réception).

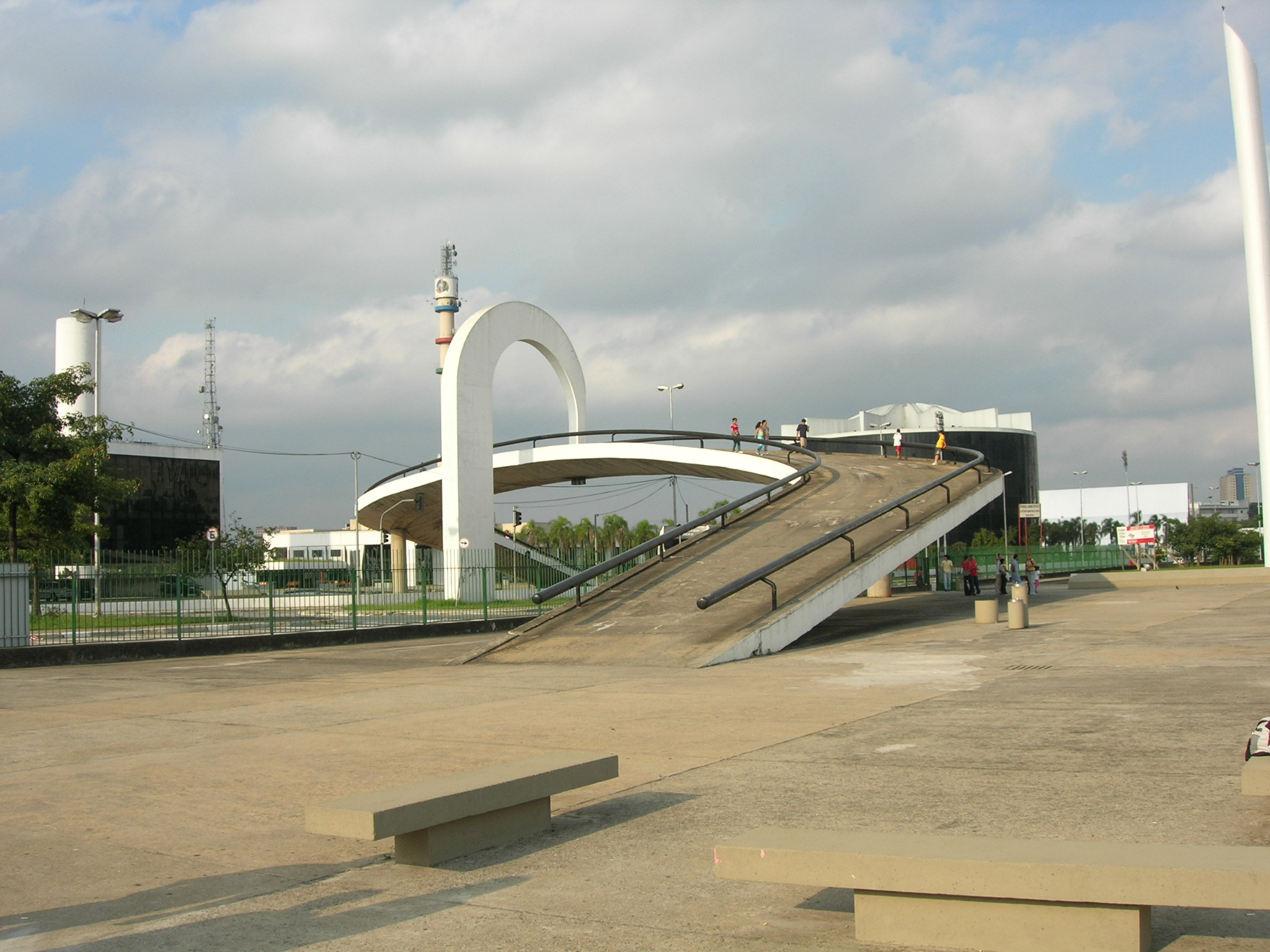
La passerelle.

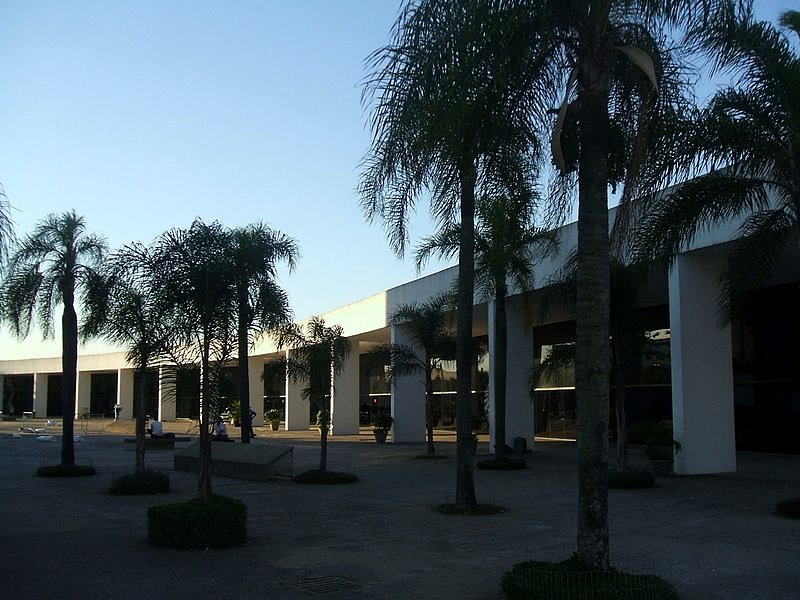
Le Pavillon de la créativité.

Le Mémorial de l'Amérique Latine (Memorial da América Latina) est un complexe architectonique de 78 000 mètres carrés, dessiné par l'architecte Oscar Niemeyer. Situé dans le quartier de Barra Funda, à São Paulo, il a été inauguré le 18 mars 1989 pour développer le projet culturel de l'anthropologue Darcy Ribeiro.
Le complexe fait venir de toute l'Amérique latine des expositions, des œuvres musicales, des pièces de théâtre...
La place civique est un immense espace ouvert où se trouve la galerie Marta Traba, la bibliothèque Victor Civita et la salle des actes Tiradentes. Elle a une capacité de 30 000 personnes, ce qui a permis d'accueillir divers concerts, festivals ou autres spectacles. La réception, appelée aussi queijinho c'est-à-dire petit fromage, est proche de la porte 2 qui permet le passage des visites organisées. La passerelle permet de passer à l'autre partie du site où se trouvent le pavillon de la créativité, un snack, l'administration, l'auditorium et son annexe.
Vendredi 29 novembre 2013, le mémorial a été ravagé par un incendie.

## Sculpture
Celui qui entre par la porte 1 proche de la bouche de métro se retrouve rapidement face à la main d'Oscar Niemeyer dont la paume est marquée couleur sang de la carte de l'Amérique latine. C'est un emblème pour ce continent colonisé brutalement et qui jusqu'aujourd'hui lutte pour son identité et son autonomie culturel, politique ou socio-économique.
Sur le piédestal, on peut lire :
O sentimento da unidade latino-americana é o limiar de um novo tempo. O esforço da organização para eliminar a opressão dos poderosos e construir um destino maior e mais justo é o compromisso solene de todos nós. Orestes Quércia
(Le sentiment d'unité latino-américaine est le commencement d'une ère nouvelle. L'effort d'élimination de l'oppression des puissants et de construction d'un destin meilleur et plus juste est une promesse solennelle de nous tous.)
Suor, sangue e pobreza marcaram a história desta América Latina tão desarticulada e oprimida. Agora urge reajustá-la num monobloco intocável, capaz de fazê-la independente e feliz. Oscar Niemeyer
(Sueur, sang et pauvreté ont marqué l'histoire de cette Amérique latine tant écartelée et opprimée. Maintenant il faut la rassembler dans un monobloc, capable de la rendre indépendante et heureuse.)